# Pegboard Nerds
Pegboard Nerds er en dansk/norsk dubstep-duo bestående af house og trance-produceren Michael Parsberg og norske Alexander Odden (kendt som Flipside).
Pegboard Nerds brød for alvor igennem i 2013, og en stor del af året var de på turne i hele verden. Det var især deres remix af Krewella's "Alive", som gav dem international opmærksomhed.

## Diskografi

### EP'er
- Guilty Pleasures (2013)
- The Lost Tracks (2013)
- Pink Cloud (2015)
- Nerds By Nature (2017)
- Full Hearts (2018)

### Singler
- Ingen Anden Drøm (feat. Morten Breum) (2012)
- 2012 (Det Derfor) feat. Dice & Joey Moe (2012)
- Gunpoint (2012)
- Disconnected (2012)
- Pressure Cooker (2012)
- Rocktronik (2012)
- Fire In The Hole (2012)
- Self Destruct (2012)
- Razor Sharp (feat. Tristam) (2013)
- We Are One (feat. Splitbreed) (2013)
- High Roller (feat. Splitbreed) (2013)
- Bassline Kickin (2014)
- Hero (2014)
- Here It Comes (2014)
- New Style (2014)
- BADBOI (2014)
- Emergency (2014)
- Bring The Madness (feat. Excision & Mayor Apeshit) (2015)
- Try This (2015)
- Swamp Thing (2015)
- Get On Up (feat. Jauz) (2015)
- Emoji VIP (2015)
- Heartbit (feat. Tia) (2016)
- Bass Charmer (feat. JFMEE) (2016)
- All Alone (feat. Grabbitz) (2016)
- Superstar (feat. Krewella & NGHTMRE) (2016)
- Weaponize (feat. Miu) (2016)
- Blackout (2016)
- Deep In The Night (feat. Snails) (2016)
- BAMF (2016)
- Voodoo (feat. Tony Junior) (2017)